# 卡斯帕·科尔博
卡斯帕·科尔博（荷蘭語：Caspar Corbeau，2001年4月3日—），美國裔荷兰男子游泳运动员，2019年欧洲青年游泳锦标赛男子100米蛙泳和男子200米蛙泳银牌得主、男子50米蛙泳铜牌得主、2024年世界游泳锦标赛男子200米蛙泳银牌得主。